# فيداكسوميسين
فيداكسوميسين (بالإنجليزية: Fidaxomicin)‏ ويعرف بالاسم التجاري ديفيسيد (بالإنجليزية: Dificid)‏ هو دواء مضاد حيوي اصطناعي يستعمل لعلاج العدوى النّاتجة عن بعض أنواع البكتيريا المتعدّدة المقاومة مثل المكورات العنقودية الذهبية المقاومة للميثيسيلين.

## روابط خارجية
- "فيداكسوميسين". المكتبة الوطنية الأمريكية للطب. بوابة المعلومات الدوائية. مؤرشف من الأصل في 2020-10-31.